# Perły z Listy Przebojów Programu Trzeciego
Perły z Listy Przebojów Programu Trzeciego – dwupłytowy album kompilacyjny wydany przez Agencję Muzyczną Polskiego Radia, zawierający utwory z Listy Przebojów Programu Trzeciego. Wydawnictwo ukazało się na rynku 13 sierpnia 2012.

## Lista utworów

### CD 1
1. Bobby McFerrin – "Don't Worry, Be Happy"
2. Karel Fialka – "Hey Matthew"
3. Cutting Crew – "(I Just) Died in Your Arms"
4. Krzysztof Krawczyk & Edyta Bartosiewicz – "Trudno tak..."
5. Robbie Robertson – "Somewhere Down the Crazy River"
6. Ville Valo & Natalia Avelon – "Summer Wine"
7. Big Mountain – "Baby I Love Your Way"
8. Dubska – "Avokado"
9. Stan Ridgway – "Camouflage"
10. Deep Blue Something – "Breakfast at Tiffany's"
11. After Blues & Mira Kubasińska – "Zobacz jak pięknie"
12. Scarlet – "Independent Love Song"
13. Paula Abdul – "Opposites Attract"
14. Charles & Eddie – "Would I Lie to You?"
15. Smolik feat. Kasia Kurzawska – "Close Your Eyes"
16. Air – "Cherry Blossom Girl"

### CD 2
1. Babylon Zoo – "Spaceman"
2. Meat Loaf – "I’d Do Anything for Love (But I Won’t Do That)"
3. Nelson – "(Can't Live Without Your) Love and Affection"
4. Variété – "I znowu ktoś przestawił kamienie"
5. The Animals – "The House of the Rising Sun"
6. Brian Hyland – "Sealed with a Kiss"
7. Cliff Richard and the Young Ones – "Living Doll"
8. Anna Maria Jopek & Jeremi Przybora – "Na całej połaci śnieg"
9. The La’s – "There She Goes"
10. Emilia – "Big Big World"
11. Emerson, Lake & Powell – "Touch and Go"
12. Lech Janerka, Sidney Polak & Junior Stress – "Konstytucje 2006"
13. Piotr Krakowski & Stanisław Soyka – "Waluta"
14. Lou Bega – "Mambo no. 5"
15. Koreana – "Hand in Hand"
16. Grzegorz Tomczak & Iwona Loranc – "Szukałem Cię wśród jabłek"